# Бонні (Іллінойс)
Бонні (англ. Bonnie) — селище (англ. village) в США, в окрузі Джефферсон штату Іллінойс. Населення — 374 особи (2020).

## Географія
Бонні розташоване за координатами 38°12′5″ пн. ш. 88°54′26″ зх. д. / 38.20139° пн. ш. 88.90722° зх. д. (38.201502, -88.907186).  За даними Бюро перепису населення США в 2010 році селище мало площу 3,19 км², з яких 3,19 км² — суходіл та 0,00 км² — водойми.

## Демографія
Згідно з переписом 2010 року, у селищі мешкало 397 осіб у 177 домогосподарствах у складі 121 родини. Густота населення становила 124 особи/км².  Було 192 помешкання (60/км²).
Расовий склад населення:
| - 98,0 % — білих - 0,8 % — чорних або афроамериканців - 0,5 % — корінних американців |

До двох чи більше рас належало 0,8 %. Частка іспаномовних становила 0,5 % від усіх жителів.
За віковим діапазоном населення розподілялося таким чином: 17,1 % — особи молодші 18 років, 65,5 % — особи у віці 18—64 років, 17,4 % — особи у віці 65 років та старші. Медіана віку мешканця становила 45,4 року. На 100 осіб жіночої статі у селищі припадало 91,8 чоловіків;  на 100 жінок у віці від 18 років та старших — 93,5 чоловіків також старших 18 років.
Середній дохід на одне домашнє господарство  становив 47 218 доларів США (медіана — 42 404), а середній дохід на одну сім'ю — 53 603 долари (медіана — 54 063). За межею бідності перебувало 10,7 % осіб, у тому числі 21,3 % дітей у віці до 18 років та 2,8 % осіб у віці 65 років та старших.
Цивільне працевлаштоване населення становило 176 осіб. Основні галузі зайнятості: виробництво — 29,5 %, освіта, охорона здоров'я та соціальна допомога — 19,9 %, мистецтво, розваги та відпочинок — 10,8 %, роздрібна торгівля — 10,2 %.